# Zemba
El zemba (o dhimba, chimba, ojitdhimba, etc) és una llengua bantu del grup R que es parlen els dhimbes al sud-oest d'Angola i a Namíbia. Els 18.000 dhimbes d'Angola 21.000 segons el joshuaproject) viuen a l'extrem sud-occidental del país, a les províncies de Cunene i de Namibe. Els 12.000 dhimbes que viuen a Namíbia (12.800 segons el joshuaproject) ho fan al nord-oest del país, a la regió de Kunene, a les àrees d'Etoto i de Ruacana. Els dhimbes són veïns dels hereros, la llengua dels quals és molt propera al zemba. El codi ISO 639-3 del zemba és dhm, el seu codi al glottolog és zemb1238 i el seu codi Guthrie de llengües bantus es H.311.

## Família lingüística i relació amb altres llengües
El zemba forma part del grup R de les llengües bantus, concretament al subgrup de les llengües hereros. És molt propera a l'herero, llengua de la que a vegades és considerada dialecte, però ha estat llistada com a llengua independent tant per l'ethnologue com pel glottolog i per Guthrie. Segons l'ethnologue forma part del cluster lingüístic de l'herero meridional amb els dialetes d'aquesta última llengua cavikwa, himba, muakaona i mundokena. Segons el glottolog, juntament amb les llengües ndongues i les llengües umbundus forma part de les llengües herero-nkumbi-wambos.

## Sociolingüística, estatus i ús de la llengua
El dhimba és una llengua desenvolupada (EGIDS 5): gaudeix d'un ús vigorós per persones de totes les edats, té literatura i una forma estandarditzada tot i que no és totalment sostenible. La seva estandardització es va realitzar entre el 2008 i el 2013 i s'escriu en alfabet llatí.